# Augustin Dontenwill
Augustin Dontenwill, né le 4 juin 1857 à Bischwiller en France et décédé le 30 novembre 1931 à New Westminster en Colombie-Britannique au Canada, était un prêtre des Oblats de Marie-Immaculée de l'Église catholique. Il a été l'archevêque de l'archidiocèse de Vancouver de 1899 à 1908.

## Biographie
Augustin Dontenwill est né le 4 juin 1857 en France, à Bischwiller en Alsace. Il émigra aux États-Unis alors qu'il était enfant.
En 1885, il a été ordonné prêtre des Oblats de Marie-Immaculée. En 1897, il a été consacré en tant qu'évêque titulaire de Germanicopolis (de) et a été nommé évêque coadjuteur du diocèse de New Westminster (de nos jours, l'archidiocèse de Vancouver), en Colombie-Britannique au Canada. En 1899, il devint l'évêque de ce diocèse. Le 29 janvier 1909, il est nommé évêque titulaire de Ptolémaïs-en-Phénicie
En 1908, il démissionna de son poste d'évêque pour devenir le supérieur général des Oblats de Marie-Immaculée.
Augustin Dontenwill décéda le 30 novembre 1931 à l'âge de 74 ans.

## Succession apostolique
Augustin Dontenwill a ordonné les évêques suivants :
- Évêque Jules-Joseph Cénez (de), O.M.I. (1909)
- Évêque Célestin-Henri Joussard (de), O.M.I. (1909)
- Archevêque Joseph Gotthardt (en), O.M.I. (1926)